# Кадыкой (Чувашия)
Кадыко́й (чув. Катăкуй) — деревня в Моргаушском районе Чувашской Республики. Входит в состав Шатьмапосинского сельского поселения.

## География
Находится в северо-западной части Чувашии, на расстоянии приблизительно 12 км на юго-восток по прямой от районного центра села Моргауши на левобережье речки Большая Шатьма.

## История
Известна с 1858 года как выселок деревни Басаево (ныне Шор-Босай), когда в ней было 289 жителей. В 1906 году здесь было учтено 66 дворов и 323 жителя, в 1926 — 74 двора и 334 жителя, в 1939 — 336 жителей, в 1979 — 283. В 2002 году было 63 двора, в 2010 — 53 домохозяйства. В 1930 году был образован колхоз «Звезда» в 2010 действовал ОАО «Агрофирма им. Мичурина».

## Население
Постоянное население составляло 153 человека (чуваши 98 %) в 2002 году, 147 — в 2010.